# Otto (Burgund)
Otto von Burgund, auch Odo, (* wohl 944; † 22./23. Februar 965) war Graf von Auxerre und Herzog von Burgund aus dem Geschlecht der Robertiner.

## Leben
Otto war der zweite Sohn Herzog Hugos des Großen und der Hadwig von Sachsen. Ottos älterer Bruder war Hugo Capet, der spätere König von Frankreich und Begründer der Dynastie der Kapetinger.
Er wurde im Alter von elf Jahren um Ostern 955 mit Luitgard verheiratet, der Tochter und Erbin des princeps Giselbert von Burgund. Die Ehe sollte den Konflikt seiner Familie zu den Buviniden um die Vorherrschaft im Herzogtum Burgund beenden. Als sein Schwiegervater im Jahr nach der Hochzeit starb, erlangte Otto formell die vollständige Herrschaft über Burgund. Allerdings starb sein eigener Vater im selben Jahr und ließ Otto unmündig zurück. Diesen Umstand nützte König Lothar, um die königliche Position in Burgund zu stärken, indem er Dijon besetzte. Die Folge war eine andauernde Schwächung der herzoglichen Gewalt, da diese Lage zugleich auch die Vasallen Burgunds nutzten, um sich größere Freiheiten zu erstreiten. Otto wurde erst 960 von König Lothar als Herzog in Burgund eingesetzt. Seine Herrschaft war schwach, weshalb der Chronist Flodoard von Reims darauf verzichtete, Otto als Herzog zu titulieren.
Nachkommen Ottos sind nicht bekannt; das Herzogtum ging nach seinem Tod an seinen jüngeren Bruder Heinrich den Großen über.